# BLOB
BLOB (англ. Binary Large Object, Бінарний великий об'єкт) — бінарний набір даних , що розглядається як єдиний, неперервний об'єкт.
У СУБД BLOB — спеціальний тип даних, призначений, передусім, для зберігання зображень, аудіо і відео, а також компільованого програмного коду.
Підтримка базами даних великих двійкових об'єктів не є універсальною.

## Типи даних BLOB і TEXT
Тип даних BLOB може містити змінну кількість даних. Існують 4 модифікації цього типу — TINYBLOB, BLOB, MEDIUMBLOB і LONGBLOB, що відрізняються тільки максимальною довжиною збережених величин.
Тип даних TEXT також має 4 модифікації — TINYTEXT, TEXT, MEDIUMTEXT і LONGTEXT, відповідні згаданим чотирьох типам BLOB і мають ті ж максимальну довжину і вимоги до обсягу пам'яті. Єдина відмінність між типами BLOB і TEXT полягає в тому, що сортування і порівняння даних виконуються з урахуванням регістра для величин BLOB і без урахування регістру для величин TEXT. Іншими словами, текст — це незалежний від регістру BLOB.
У MyODBC величини типу BLOB визначаються як LONGVARBINARY і величини типу TEXT — як LONGVARCHAR.
Оскільки величини типів BLOB і TEXT можуть бути надмірно великими, при їх використанні доцільно передбачити деякі обмеження.

## Зноски
1. ↑  Silberschatz, Korth та Sudarshan, 2011, с. 138.